# Sunny Day Real Estate
Sunny Day Real Estate est un groupe d'emo et de rock alternatif américain, originaire de Seattle, dans l'État de Washington. Formé en 1992, ils sont l'un des premiers groupes emo à développer le genre. En 1994, le groupe publie son premier album Diary au label Sub Pop Records. Mais peu après la sortie de leur deuxième album, LP2, le groupe se sépare ; Nate Mendel et William Goldsmith rejoignent les Foo Fighters et Jeremy Enigk joue en solo. En 1997, ils se réunissent pour deux nouveaux albums studio et un album live, mais se séparent de nouveau en 2001.
Le groupe revient en 2009. En 2013, Mendel annoncera l'inactivité du groupe. En 2014, le groupe publie une chanson de leurs sessions, Lipton Witch, sur un vinyle split 7" avec Circa Survive publié au label Record Store Day.

## Biographie

### Débuts (1992–1993)
Sunny Day Real Estate est formé en 1992 à Seattle, dans l'État de Washington, sous le nom Empty Set. À cette époque, le groupe est constitué de Dan Hoerner (guitare/voix), Nate Mendel (basse), et William Goldsmith (batterie). Peu après la sortie de leur première démo, Empty Set, le groupe change de nom (un groupe ayant déjà le même nom) et devient Chewbacca Kaboom.
Après la sortie de leur deuxième démo, le groupe change une fois de plus de nom et devient One Day I Stopped Breathing. À cette même époque, Mendel décide se séparer du groupe. Jeremy Enigk (qui connait Goldsmith depuis le collège) intègre alors le groupe et devient le chanteur. Avec le retour de Mendel, quelque temps plus tard, le groupe prend le nom de Sunny Day Real Estate.

### DiaryetLP2(1994–1995)
Le premier album du groupe, Diary, sort en 1994 sur le label Sub Pop. Il est accueilli élogieusement par l'ensemble de la presse spécialisée,,,. En septembre de la même année, le groupe joue son premier single Seven, lors du Jon Stewart Show. Quelques jours plus tard, ils jouent plusieurs de leurs chansons sur MTV dans l'émission 120 Minutes. Après leur tournée américaine de 1994, le groupe commence à plancher sur de nouveaux morceaux malgré les tensions qui commencent à naître au sein du groupe. En 1995, le groupe annonce le départ de Mendel et Goldsmith qui rejoignent les Foo Fighters.
En 1995, le groupe publie un deuxième opus, l'éponyme Sunny Day Real Estate. L'album, toujours distribué par Sub Pop sous le nom LP2 à une couverture sobre. Unie et rose. La petite histoire voudrait que quand Sub Pop demande au groupe s'ils avaient une idée pour la couverture, le groupe à court d'idée propose une couverture unie et rose. Cet album — souvent appelé The Pink Album (littéralement « l'album rose ») — contient des chansons telles que Rodeo enregistré à la même époque que Diary. Enigk confie en 2008 lors d'une interview qu'à cause des tensions au sein du groupe, certaines paroles n'ont pu être achevées.
Après la séparation du groupe en 1995, Enigk poursuit une carrière solo et sort son premier album en 1996. Hoerner déménage dans une ferme à la campagne. Goldsmith poursuit sa collaboration avec les Foo Fighters. En 1997, à la suite d'un appel téléphonique de Dave Grohl, Goldsmith est mis à l'écart du groupe, il décide alors de le quitter. Cependant Mendel reste.

### Reformation et deuxième séparation (1997–2001)
En 1997, Sub Pop propose à Enigk et à Hoerner de réaliser un album incluant des morceaux inédits. Le groupe décide d'écrire de nouvelles chansons. Mendel ne prend pas part au projet, préférant sa collaboration au sein des Foo Fighters. En septembre 1998 sort How It Feels to Be Something On. Le groupe remplace Mendel par Jeff Palmer, (ancien membre de Mommyheads). Palmer quitte le groupe peu après l'avoir rejoint et est remplacé par Joe Skyward. Les fans sont surpris par le côté plus mature de l'album. Notamment par Every Shining Time You Arrive, initialement prévu pour le deuxième album de Enigk. Hoerner participe à l'écriture de l'album avec le titre 100 Million.
Deux documentaires sont réalisés (une vidéo et un audio) que Sub Pop sort sans le consentement final du groupe qui finit par quitter le label. Plusieurs labels sont désireux de signer le groupe. Ils finissent par signer avec Time Bomb Recordings, un label indépendant distribué par BMG. Avec Time Bomb, le groupe espère garder une certaine liberté de création tout en bénéficiant d'une meilleure distribution. Le groupe sort The Rising Tide en 2000. Le groupe commence une tournée américaine suivie d'une tournée européenne qui est finalement annulée faute de moyens. Le label finit par faire faillite. Déçu, le groupe se sépare en 2001.
Après leur deuxième séparation, Hoerner retourne à la campagne et pense collaborer avec Chris Carrabba sur un album de Dashboard Confession. En 2001, Enigk, Goldsmith et Mendel forment un nouveau groupe, The Fire Theft, et sortent leur premier album éponyme en 2003. Bien que le groupe aurait pu garder leur nom, ils décident de le changer afin de tirer un trait sur le passé. Mendel, toujours membre des Foo Fighters, rejoint le groupe quand son emploi du temps le lui permet.

### Nouvelle reformation (2009–2013)

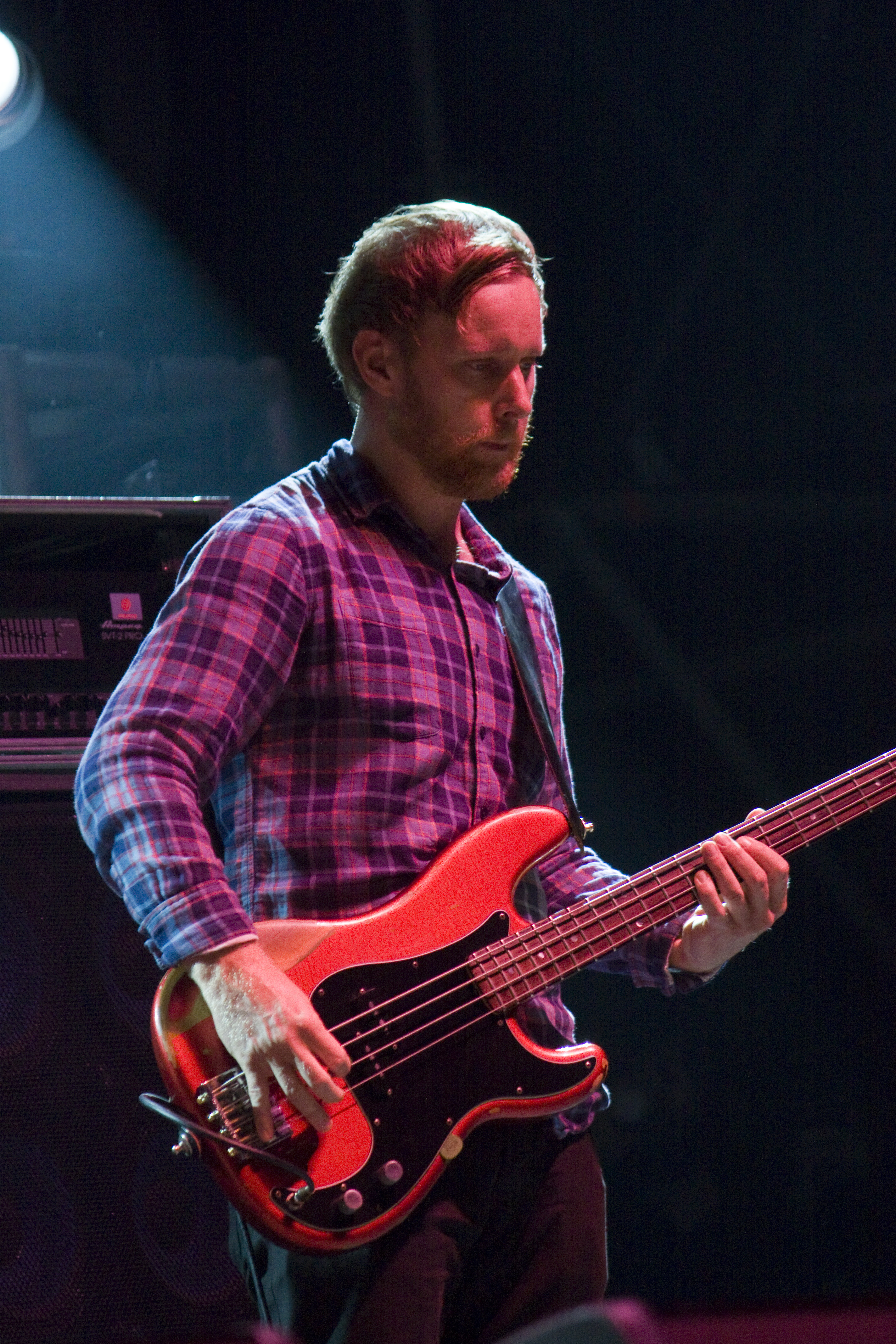
Sunny Day Real Estate, en concert à Barcelone en 2010.

Le groupe confirme sa reformation en 2009. Le groupe entame une tournée aux États-Unis et au Canada entre septembre et octobre 2009. En juin 2010, ils participent au Soundwave Festival en Australie. Le groupe écrit une nouvelle chanson 10 qui sera souvent jouée durant cette tournée. Le 29 septembre 2009, le groupe joue Seven lors du Late Night With Jimmy Fallon. En 2010, ils participent au Coachella Valley Music And Art Festival et joue pour la première fois en Europe le 29 mai lors du Primavera Sound à Barcelone.
Le 31 mai 2011, ils jouent au HMV Forum à Londres, le reste de la tournée étant annulée à la suite de la catastrophe liés au volcan islandais. En 2013, Mendel annoncera l'inactivité du groupe. En 2014, le groupe publie une chanson de leurs sessions, Lipton Witch, sur un vinyle split 7" avec Circa Survive publié au label Record Store Day.

## Postérité
Diary reste la septième meilleure vente du label Sub Pop avec plus de 231 000 exemplaires vendues. En 2013, Diary est classé premier dans le « top 20 des albums emo de l'histoire » établi par LA Weekly.

## Membres

### Membres actuels
- Jeremy Enigk – chant (1992–1995, 1997–2001, 2009–2013, depuis 2022), guitare rythmique (1992–1995, 1997–2001, 2009–2013), claviers, piano (1992–1995, 1997–2001), basse (1999–2000, depuis 2022)
- Dan Hoerner – guitare solo, chœurs (1992–1995, 1997–2001, 2009–2013), guitare rythmique (1997–2001, depuis 2022)
- William Goldsmith – batterie, percussions (1992–1995, 1997–2001, 2009–2013, epuis 2022)

### Anciens members
- Nate Mendel – basse (1992–1995, 1997–1998, 2009–2013)
- Jeff Palmer – basse (1998)
- Joe Skyward – basse (1998–1999 ; décédé en 2016)
- Greg Suran – guitare rythmique, claviers, piano (2000–2001)
- Nick Macri – basse (2000–2001)

## Discographie
- 1994 : Diary
- 1995 : Sunny Day Real Estate
- 1998 : How It Feels to Be Something On
- 2000 : The Rising Tide